# Territoire Stikine
 (signalé en août 2025).
Si vous disposez d'ouvrages ou d'articles de référence ou si vous connaissez des sites web de qualité traitant du thème abordé ici, merci de compléter l'article en donnant les références utiles à sa vérifiabilité et en les liant à la section « Notes et références ».
- Archive Wikiwix
- Bing
- Cairn
- DuckDuckGo
- E. Universalis
- Gallica
- Google
- G. Books
- G. News
- G. Scholar
- Persée
- Qwant
- (zh) Baidu
- (ru) Yandex
- (wd) trouver des œuvres sur Wikidata

1862–1863
Entités précédentes :
- Territoire du Nord-Ouest

Entités suivantes :
- Territoire du Nord-Ouest
- Colonie de la Colombie-Britannique

Le territoire Stikine (habituellement épelé Stickeen au XIXe siècle) était un territoire qui a existé en Amérique du Nord britannique du 19 juillet 1862 jusqu'en juillet de l'année suivante.

## Histoire

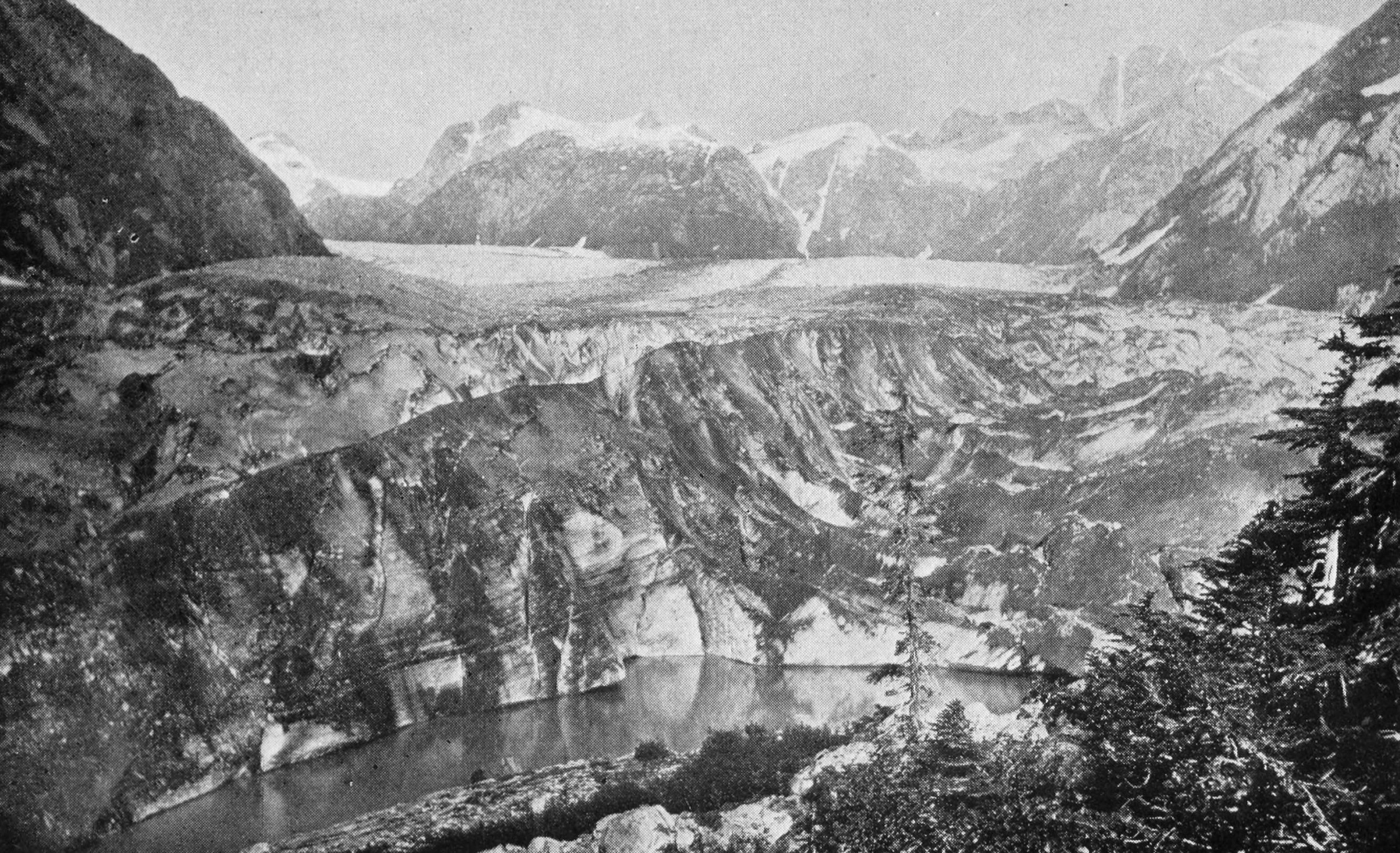
Glacier de la vallée de la Stikine (Stickeen Valley) Image (numérisée) extraite du livre de Samuel Hall Young Days "Alaska Days with Johy Muir", publié en 1915

Une ruée vers l'or dans la partie de l'Alaska à l'ouest immédiat avait attiré des colons dans la région, et les autorités britanniques ont donc cru bon de détacher la région des terres de la Compagnie de la Baie d'Hudson. 

Le nouveau territoire, baptisé du nom de la rivière Stikine, était sous la responsabilité du gouverneur de la Colombie-Britannique et soumis aux lois et aux tribunaux de cette colonie.
Un an plus tard, il fut décidé que les régions de l'ouest devait être fusionnées. Stikine et les îles de la Reine-Charlotte furent alors annexées à la Colombie-Britannique. La section la plus nordique, en haut du 60e parallèle, fut rendue au Territoire du Nord-Ouest.